# Descripción de la hemodiálisis paso a paso

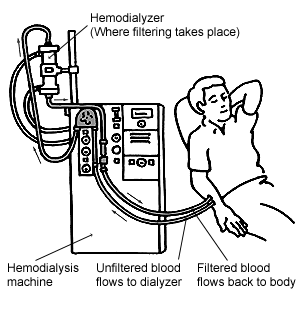
Una persona recibiendo hemodiálisis.

La siguiente descripción de la hemodiálisis paso a paso, aclarará algunas cosas para la gente que se inicia en los tratamientos de diálisis y le permitirá a otros una mejor comprensión de lo que trae consigo la diálisis.
La hemodiálisis es un procedimiento que se realiza a los pacientes cuando se va deteriorando la función renal, por lo tanto, en la mayoría de los pacientes afecta de una manera muy significativa en su estado emocional.
Para llevar a cabo, dicho tratamiento de sustitución renal es necesario que el paciente cuente con un acceso vascular. Al inicio del tratamiento el médico le coloca un acceso temporal, que puede ser un catéter Mahurkar o Niagaral; este tipo de catéter, como su nombre indica, dura unos meses. Posteriormente se programa al paciente para la instalación de un acceso permanente, ya sea un catéter o la colocación de una fístula arteriovenosa interna (FAVI), sistemas que pueden durar varios años.
Para el paciente, el hecho de enfrentarse a este nuevo estilo de vida es muy difícil, ya que en ocasiones deben de dejar familia y amigos, ya que el tratamiento es la base fundamental para que el paciente pueda reincorporarse a su vida cotidiana poco a poco. 
Por lo tanto, es de vital importancia aclarar las dudas del paciente al inicio de su tratamiento y explicarle todo el procedimiento de una manera clara.

## Diálisis
1. En la máquina de hemodiálisis se inician la bomba y un contador de tiempo. La hemodiálisis está en curso.
2. Periódicamente se toma la presión sanguínea, normalmente cada media hora, o cada veinte minutos. Como cuestión práctica, durante la diálisis se remueve líquido y toxinas mediante un filtro que se adapta según la masa corporal y un juego de líneas que harán posible junto con la máquina una sesión de hemodiàlisis, existen de diferentes materiales y calidades.
3. Ocasionalmente durante la diálisis, los pacientes pueden tener baja tensión arterial y pueden perder la conciencia. Frecuentemente esto es temporal y pasa después de que la cabeza se pone en un nivel más bajo que el resto del cuerpo, (posición de Trendelenburg), por un tiempo corto. Esto se hace mediante los controles en la silla-sofá en donde descansa el paciente durante la hemodiálisis.

## Postdiálisis
1. Al final del tiempo prescrito, se desconecta al paciente de los tubos de las líneas de la sangre (que son removidos y desechados, excepto quizás el filtro, que puede ser esterilizado y reutilizado con el mismo paciente en una fecha posterior). Las heridas de la aguja (en caso de la fístula) se vendan con gasa, se sostienen por hasta 1 hora con presión directa para detener el sangrado, y después se pone de pie en el sitio. El proceso es similar a la toma de muestras de sangre, sólo que es más largo, y se pierde más líquido o sangre.
2. Otra vez se miden la temperatura, la presión arterial de pie y sentado, y el peso. Los cambios de temperatura pueden indicar infección. El BP discutido arriba. El pesar al paciente es para confirmar el retiro de la cantidad deseada de líquido.
3. El personal del cuidado verifica que el paciente esté en condición conveniente para irse. El paciente debe poder estar parado (si era capaz de hacerlo previamente), mantener una presión arterial razonable, y estar coherente (si normalmente es coherente). Diferentes reglas aplican el tratamiento del paciente hospitalizado.

## Astenia postdialisis
Después de la hemodiálisis, los pacientes pueden experimentar un síndrome llamado lavado o "washout". El paciente se siente débil, tembloroso, con extrema fatiga. Los pacientes reportan que "están demasiado cansados, demasiado débiles para conversar, sostener un libro o aun un periódico". Esto también puede variar en intensidad, que va desde tener todo el cuerpo dolorido, rigidez en las articulaciones, y de otros síntomas similares a los de la gripe, incluyendo dolores de cabeza, náuseas, y la pérdida de apetito. El síndrome puede comenzar hacia el final del tratamiento o en los minutos que siguen al mismo. Puede durar 30 minutos o entre 12 a 14 horas en disiparse. Sin embargo, los pacientes agotados tienen dificultad para dormir. Comer algo ligero, descansar y la tranquilidad ayudan al paciente a hacer frente al "washout" hasta que 'el desgaste desaparece'. 